# Umida Niyozova
Umida Niyozova (kyrillisch-usbekisch Умида Ниёзова; russisch Умида Ниязова, Umida Nijasowa; * 1975 in Usbekistan) ist eine usbekische Journalistin und Menschenrechtlerin.

## Leben und Wirken
Umida Niyozova wuchs in einfachen Verhältnissen auf und entschied sich im Jahr 1999, neben ihrem Beruf als Journalistin, auch als Menschenrechtlerin aktiv zu werden. Nach eigenen Angaben bewogen sie dazu die zu der Zeit in Taschkent auftretenden Terroranschläge, denen eine große Verhaftungswelle sowie unzähligen Strafprozesse folgten. Niyozova wohnte verschiedenen Prozessen bei, in denen Angeklagte teilweise ohne Beweise zu Gefängnisstrafen oder, bis zur Abschaffung der Todesstrafe im Jahr 2008, zum Tode verurteilt wurden. Durch ihre Tätigkeit als Menschenrechtlerin geriet sie selbst ins Visier der usbekischen Strafverfolgungsbehörden. Als Niyozova die Hintergründe für das Massaker von Andischan untersuchte, wurde sie am 1. Mai 2007 wegen „Verbreitung von Materialien, die eine Gefahr für die gesellschaftliche Sicherheit oder die gesellschaftliche Ordnung beinhalten“, zu sieben Jahren Haft verurteilt worden. Durch den Einsatz der EU und der Menschenrechtsorganisation Human Rights Watch wurde die Haftstrafe nur eine Woche später in eine Bewährungsstrafe umgewandelt. Die Bedingungen dafür waren ein „Reuebekenntnis“ und die Auferlegung eines Berufsverbotes. Aufgrund des Berufsverbotes beantragte sie in Deutschland Asyl und wurde anerkannt.
Als Journalistin dokumentierte sie die Menschenrechtsverletzungen in Usbekistan. So werden beispielsweise vermeintliche Extremisten unter Folter dazu gezwungen, Geständnisse zu unterschreiben. Auch kritisiert sie, dass Gerichtsverfahren unter Ausschluss der Öffentlichkeit stattfinden. Durch das im Mai 2007 verhängte Berufsverbot flüchtete sie nach Deutschland und gründete in Berlin das Usbekisch-deutsche Forum für Menschenrechte. Seit ihrem Leben im Exil spricht sie mit verschiedenen Organisationen und Medien über die Verhältnisse in Usbekistan. Auch setzt sie sich gegen die staatlich organisierte Kinderarbeit auf den Baumwollfeldern in Usbekistan ein.
Niyozova hat einen Sohn.